# Ралли Канады (этап WRC)
Ралли Канады в рамках чемпионата мира по ралли проводилось в двух разных вариантах: Ралли Озёр Ридо (фр. Rallye de Rideau Lakes) 1974 года и Ралли Критериум Квебек (фр. Critérium du Québec) в 1977—1979 годах.

## Ралли Озёр Ридо
Первоначально назывался «Ралли Серебряного Озера», проводился Ассоциацией автоспорта Канады с начала 1960-х в Смитс Фоллс, Онтарио. Ралли Озёр Ридо попало в календарь чемпионата мира 1974 года и шло за две недели до этапа в США. Этап получил высокие оценки, но из-за финансовых проблем, никогда больше не проводился. Дистанция состояла из 40 спецучастков общей протяженностью в 383 км, проходящих по гравийным дорогам. На старт вышли 51 экипаж, а финишировали только 19.
| Этап | Название ралли                                            | Спецучастки   | Подиум  | Подиум        | Подиум            | Подиум  |
| Этап | Название ралли                                            | Спецучастки   | Позиция | Пилот         | Автомобиль        | Время   |
| ---- | --------------------------------------------------------- | ------------- | ------- | ------------- | ----------------- | ------- |
| 1    | Ралли Канады 1974 года. «Ралли Озёр Ридо» (16—20 Октября) | 383 км Гравий | 1       | Сандро Мунари | Lancia Stratos HF | 4:54:31 |
| 1    | Ралли Канады 1974 года. «Ралли Озёр Ридо» (16—20 Октября) | 383 км Гравий | 2       | Симо Лампинен | Lancia Beta Coupé | 4:56:50 |
| 1    | Ралли Канады 1974 года. «Ралли Озёр Ридо» (16—20 Октября) | 383 км Гравий | 3       | Уолтер Бойс   | Toyota Celica     | 5:07:46 |

## «Ралли Критериум Квебек»
«Ралли Критериум Квебек» — раллийная гонка, являющаяся частью календаря чемпионата мира по ралли c 1977 по 1979 годы. Fiat с его 131 Abarth, доминировал в 1977 и 1978 годах: сначала победу одержал Тимо Салонен, а год спустя Вальтер Рёрль. В 1979 году победил Бьорн Вальдегорд на Ford Escort RS1800. Сезон 1979 года — был последним годом присутствия Ралли Канады в календаре чемпионата.
| Этап | Название ралли                          | Спецучастки | Подиум  | Подиум           | Подиум             | Подиум  |
| Этап | Название ралли                          | Спецучастки | Позиция | Пилот            | Автомобиль         | Время   |
| ---- | --------------------------------------- | ----------- | ------- | ---------------- | ------------------ | ------- |
| 1    | Ралли Канады 1977 года (14—18 Сентября) | Гравий      | 1       | Тимо Салонен     | Fiat Abarth 131    | 5:13:54 |
| 1    | Ралли Канады 1977 года (14—18 Сентября) | Гравий      | 2       | Симо Лампинен    | Fiat Abarth 131    | 5:18:31 |
| 1    | Ралли Канады 1977 года (14—18 Сентября) | Гравий      | 3       | Роджер Кларк     | Ford Escort RS1800 | 5:20:56 |
|      |                                         |             |         |                  |                    |         |
| 2    | Ралли Канады 1978 года (13—17 Сентября) | Гравий      | 1       | Вальтер Рёрль    | Fiat Abarth 131    | 4:54:23 |
| 2    | Ралли Канады 1978 года (13—17 Сентября) | Гравий      | 2       | Маркку Ален      | Fiat Abarth 131    | 5:00:56 |
| 2    | Ралли Канады 1978 года (13—17 Сентября) | Гравий      | 3       | Андерс Кулланг   | Opel Kadett        | 5:12:46 |
|      |                                         |             |         |                  |                    |         |
| 3    | Ралли Канады 1979 года (13-16 Сентября) | Гравий      | 1       | Бьорн Вальдегорд | Ford Escort RS1800 | 3:35.32 |
| 3    | Ралли Канады 1979 года (13-16 Сентября) | Гравий      | 2       | Тимо Салонен     | Datsun 160J        | 3:36.10 |
| 3    | Ралли Канады 1979 года (13-16 Сентября) | Гравий      | 3       | Ари Ватанен      | Ford Escort RS1800 | 3:41.50 |